# Manuel Mandeb
Manuel Mandeb es un personaje ficticio creado por el escritor y músico argentino Alejandro Dolina. Apareció por primera vez en la revista Humor y luego en los libros Crónicas del Ángel Gris (1987), El libro del fantasma (1999), Bar del Infierno (2005) y en la primera novela de su creador, Cartas marcadas (2012).

## Vida personal
Es un escritor y pensador argentino de ascendencia árabe. Es conocido como "el polígrafo de la calle Artigas", debido a la amplitud y variedad de su obra. Es oriundo del barrio porteño de Flores. Forma parte de los llamados Hombres Sensibles, un grupo de vecinos del barrio románticos y crédulos, oponentes de los Refutadores de Leyendas, personajes racionalistas y cínicos. Aparece como protagonista en muchos relatos y además es el comentarista de muchos otros. La importancia de su pensamiento dentro de la obra de Dolina permite que Mandeb pueda ser citado de manera autónoma, ya que ha pronunciado sus pareceres sobre la vida, la muerte, el amor, asuntos científicos y religiosos. Entre sus amigos reconocibles se encuentran el poeta Jorge Allen, el músico Ives Castagnino y "el ruso" Salzman.

## Obra de Manuel Mandeb[1]
- Faltan bolitas. Inédito, 315 páginas.
- A favor y en contra de las vacaciones. Inconcluso, 2 páginas.
- Ilusiones eran las de antes. Ensayos, 90 páginas.
- No corran, que es peor. Novela, 12 páginas.
- Personajes de la calle Artigas entre el 400 y el 1100. 700 páginas.
- Nunca he visto nada. Experiencias esotéricas, 290 páginas.
- Zoología de Flores. Inconcluso, 20 páginas.
- Memorias. Inconcluso, 6 páginas.
- Sobre la nacionalidad de los animales. 200 páginas.

## Origen
Manuel Mandeb está inspirado en Manuel Evequoz, abogado, periodista y publicista argentino, militante de Montoneros y amigo de Alejandro Dolina.
Fue secuestrado y desaparecido el 11 de noviembre de 1976, durante la última dictadura argentina. En 2009, su hermana Evita Evequoz publicó su biografía, Partes de Manuel.
Dolina conoció a Manuel Evequoz en una fiesta cuando tenía 22 años, había abandonado la carrera de Derecho y estaba desempleado. Evequoz, interesado por la fina inteligencia y el humor de Dolina, trabó amistad y le consiguió trabajo en una agencia publicitaria. Esto supuso su introducción en los medios de comunicación y el descubrimiento de su vocación. Dolina fue un gran amigo de Evequoz y en él inspiró su personaje de Manuel Mandeb. Contrariamente a lo que suele creerse, el personaje fue creado mientras Evequoz vivía. No obstante, sus textos serían publicados en la década siguiente.

### Libros de Alejandro Dolina
- Crónicas del Ángel Gris. Buenos Aires: Ediciones de la Urraca, 1988. ISBN 950-9265-07-1.
- Crónicas del Ángel Gris. Buenos Aires: Colihue, edición corregida y aumentada, 1996. ISBN 950-581-693-6.
- El libro del fantasma. Buenos Aires: Colihue, 1999. Con ilustraciones de Carlos Nine. ISBN 950-581-694-4
- Crónicas del Ángel Gris. Edición de bolsillo. Buenos Aires: Booket, 2003. ISBN 987-1144-29-6.
- El libro del fantasma. Edición de bolsillo. Buenos Aires: Booket, 2003. ISBN 987-1144-28-8.
- Bar del Infierno. Buenos Aires: Planeta, 2005. ISBN 950-581-694-4.
- Cartas marcadas. Buenos Aires: Planeta, 2012. ISBN 9789504928201.

### Sobre Manuel Evequoz
- Evequoz, Evita: Partes de Manuel. Buenos Aires: Capital Cultural, 2009. ISBN 978-987-614-196-3.

- Datos: Q5993601